# Большой Шишиколь
Большой Шишиколь (каз. Үлкен Шишикөл) — озеро в Костанайском районе Костанайской области Казахстана. Находится в 5 км к северо-западу от посёлка Шишкинский.
По данным топографической съёмки 1943 года, площадь поверхности озера составляет 1,52 км². Наибольшая длина озера — 1,9 км, наибольшая ширина — 1,1 км. Длина береговой линии составляет 4,7 км, развитие береговой линии — 1,07. Озеро расположено на высоте 175 м над уровнем моря.